# Harold W. Cruse
Pour les articles homonymes, voir Cruse.
Harold Wright Cruse est un critique social américain (8 mars 1916 – 25 mars 2005) principalement connu pour son recueil d’essais The Crisis of the Negro Intellectual qui explorait toutes les issues de la justice sociale et de son équité ; de ses études sur les relations entre les Afro-Américains et les Juifs et sur sa fascination de l’évolution de l’art au sein de ces communautés.  